# Cristina Agosti-Garosci
Cristina Agosti-Garosci (* 26. April 1881 in Turin; † 2. Mai 1966 ebenda) war eine italienische Romanistin und Polonistin, die wichtige Werke der polnischen Literatur ins Italienische übersetzte. Ihr Sohn ist der Rechtshistoriker Giorgio Agosti.

## Leben
Agosti-Garosci kam am 26. April 1881 in Turin zur Welt. An der Universität Turin studierte sie Romanistik bei Arturo Graf und Rodolfo Renier. Sie promovierte mit einer Arbeit zu Margarete von Navarra.
Nach ihrem Studium konnte sie von Attilio Begey für das von ihm gegründete Komitee „Pro Polonia“ in Turin gewonnen werden. Sie begann ihr Studium der polnischen Kultur und ihre Übersetzungstätigkeit mit ihrer älteren Schwester Clotilde. Zudem war sie in der Verwaltung des Instituts für Polnische Kultur und der Società pro Cultura Femminile tätig.
Sie verfasste mehrere literaturwissenschaftliche Artikel, die zunächst in Zeitschriften wie „Nuova Antologia“, „Giornale Storico della Letteratura Italiana“, „Vita Italiana“, „Rivista delle Letterature Slave“ und „Europa Orientale“ und dann häufig in gekürzter Form als Vorwort für die anfangs mit ihrer Schwester angefertigten Übersetzungen erschienen.
1928 nahm Agosti-Garosci an einem Kurs für italienische Polonisten in Zakopane teil, was ihr einziger Aufenthalt in Polen blieb.
Sie verfasste zudem Artikel zur polnischen Literatur im „Dizionario delle opere e dei personaggi di tutti i tempi e di tutte le letterature“ (Bompiani, 1949–52, 1957).
Nach dem Zweiten Weltkrieg wurde sie für ihre Verdienste mit dem Offizierskreuz des Ordens Polonia Restituta ausgezeichnet.

## Werke

### Aufsätze
- La genesi di un grande poema, In: Nuova Antologia 1917 (Vorwort zur italienischen Prosaübersetzung durch Clotilde Garosci von Pan Tadeusz in den Ausgaben von 1924 und 1955)

### Übersetzungen
- Irydion von Zygmunt Krasiński, 1926 (mit Clotilde Garosci)
- Auswahl aus den Novellen von Stefan Żeromski, 1928 (mit Clotilde Garosci)
- Italia von Maria Konopnicka, 1929 (mit Clotilde Garosci)
- Popioły von Stefan Żeromski, 1930 und 1946 (mit Clotilde Garosci)
- Kordian und Mazepa von Juliusz Słowacki, 1932 (mit Clotilde Garosci)
- Dary wiatru północnego von Wacław Sieroszewski, 1946
- Pustyni i puszczy von Henryk Sienkiewicz, 1947
- Auswahl aus den Novellen von Henryk Sienkiewicz, 1953
- Quo vadis von Henryk Sienkiewicz, 1950
- Życie Chopina von Kazimierz Wierzyński, 1955
- Placówka von Bolesław Prus, 1961